# Будапештская операция
Будапе́штская опера́ция — стратегическая наступательная операция южного крыла советских войск в ходе Великой Отечественной Войны, проводившаяся силами 2-го и 3-го Украинских фронтов в период с 29 октября 1944 по 13 февраля 1945 года с целью разгрома войск Оси в Венгрии и вывода этой страны из войны. Кроме того, наступление предполагало блокировку вражеских войск на Балканах.

## Стратегическая ситуация
С марта 1944 года на территории Венгрии, союзника нацистской Германии, находились немецкие войска (Операция «Маргарете»). В сентябре 1944 года советские войска пересекли венгерскую границу. 15 октября регент Миклош Хорти заявил о заключении перемирия с Советским Союзом, однако венгерские войска не прекратили ведение боевых действий против советских войск. Германия провела операцию «Панцерфауст», в ходе которой отрядом СС был похищен и взят в заложники сын Миклоша Хорти. Это вынудило его аннулировать перемирие и передать власть Ференцу Салаши, лидеру партии «Скрещённые стрелы».
Ко времени начала наступления советских войск в задунайской Венгрии Германия была вынуждена сражаться на трёх фронтах: в Италии, Франции и против Советского Союза — в Центральной и Южной Европе, потеряв важнейших союзников: Румынию, Болгарию и Финляндию. Советские войска вели наступательные операции в Югославии и Восточной Пруссии. Немцы несли тяжёлые потери, утратив значительную часть промышленности и потеряв возможность вести полноценную войну в воздухе.
Гитлер был полон решимости удержать венгерскую столицу. Особое значение он придавал нефтяному району Надьканижа, заявляя, что можно скорее пойти на сдачу Берлина, чем на потерю венгерской нефти и Австрии.

## Силы сторон и планы советского командования
2-й Украинский фронт (в составе 5 советских и 2 румынских общевойсковых, 1 танковой и 1 воздушной армий — всего 40 стрелковых дивизий, 3 танковых, 2 механизированных, 3 кавалерийских корпусов и 1 танковой бригады) под командованием Маршала Советского Союза Родиона Яковлевича Малиновского к началу операции находился на рубеже Чоп — Польгар — восточный берег р. Тиса до Тисауга и далее до Баи. Войска 3-го Украинского фронта под командованием Маршала Советского Союза Федора Ивановича Толбухина, завершив Белградскую операцию, к началу операции только начинали переброску в Венгрию (57-я армия, усиленная двумя механизированными корпусами). Задача состояла в нанесении фронтального массированного удара в район Будапешта, выведении Венгрии из войны, создании предпосылок для наступления в Австрии и Чехии.
Советским войскам противостояла немецкая группа армий «Юг» (генерал-полковник Ганс Фриснер) в составе 35 дивизий (в том числе 9 танковых и моторизованных) и трёх бригад, а также остатки венгерской армии. В распоряжении немецкого командования было в общей сложности 190 тыс. солдат и офицеров, заблаговременно сильно укреплённый большой город и три рубежа обороны, которые упирались своими флангами в Дунай севернее и южнее города (составная часть оборонительной линии «Маргарита» (венг. «Маргит»), проходившей от реки Драва до побережья озёр Балатон и Веленце и излучины Дуная у г. Вац и далее вдоль чехословацко-венгерской границы).

## Ход операции

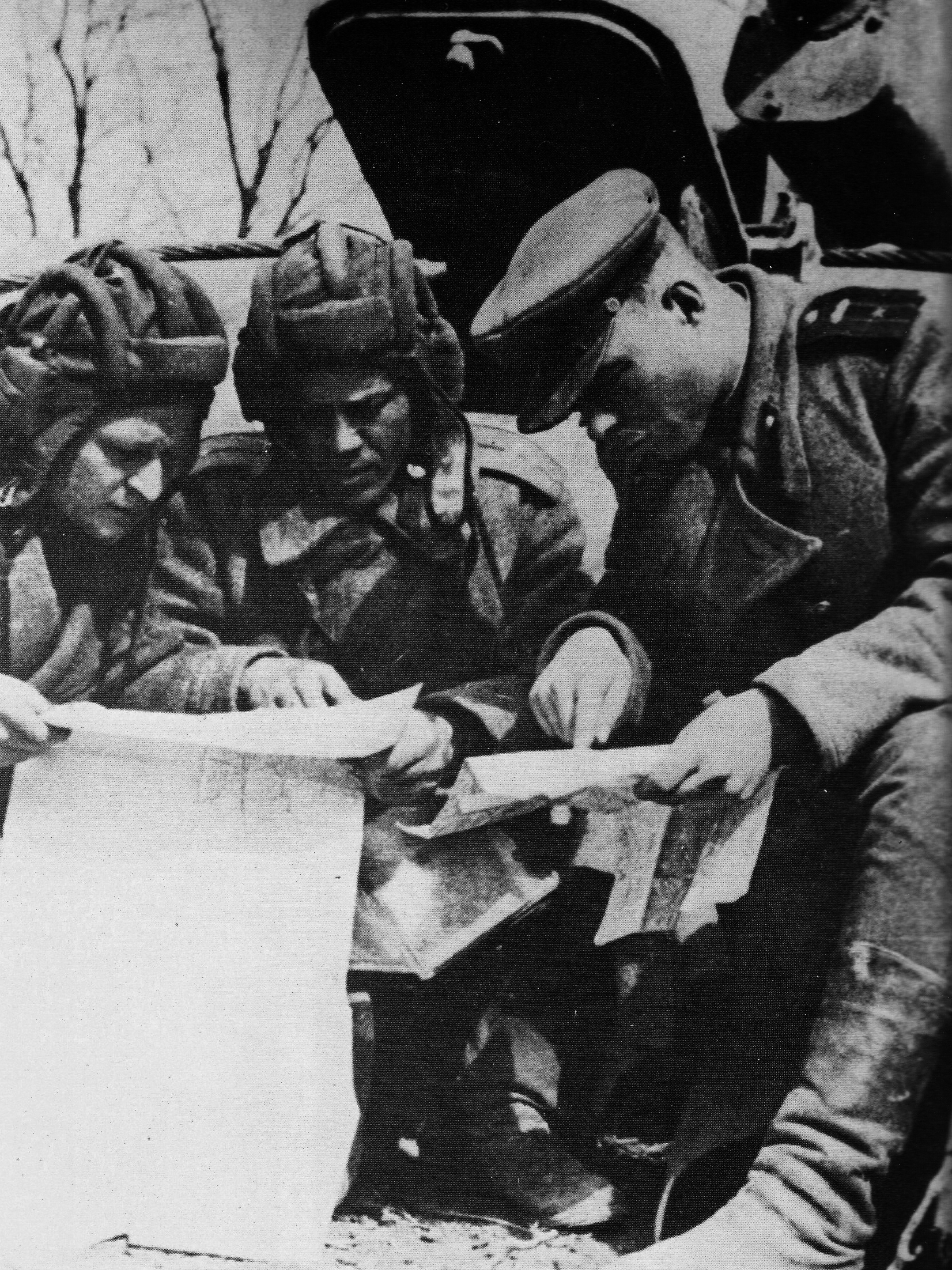
Советские самоходчики в Венгрии, октябрь 1944

Наступление на Будапешт началось силами 2-го Украинского фронта 29 октября, через два дня после завершения Дебреценской операции. Советское командование решило нанести главный удар силами 46-й армии, 2-го и 4-го гвардейских механизированных корпусов юго-восточнее Будапешта и овладеть им. В то же время 7-я гвардейская армия должна была нанести вспомогательный удар из района северо-восточнее города Сольнок и захватить плацдарм на западном берегу реки Тиса. Остальные силы фронта получили задачу наступать в направлении на Мишкольц с тем, чтобы сковать противостоявшие войска противника и не допустить их переброски в район Будапешта. 3-й Украинский фронт должен был завершить сосредоточение главных сил в районе Баната и одновременно передовыми частями захватить плацдармы на правом берегу Дуная на территории Венгрии.
Войска левого крыла 2-го Украинского фронта прорвали оборону противника и после ввода в сражение 2-го и 4-го гвардейских механизированных корпусов начали стремительное продвижение.
2 ноября корпуса вышли с юга на ближние подступы к Будапешту, но ворваться в город с ходу не смогли. Немцы перебросили сюда из района Мишкольца три танковых и одну моторизованную дивизию, которые оказали упорное сопротивление. 4 ноября советская ставка приказала командованию 2-го Украинского фронта расширить полосу наступления с тем, чтобы разгромить будапештскую группировку противника ударами с севера, востока и юга.
11—26 ноября войска фронта прорвали вражескую оборону между Тисой и Дунаем и, продвинувшись в северо-западном направлении до 100 км, подошли к внешнему оборонительному обводу Будапешта, однако и на этот раз не смогли овладеть городом. Столкнувшись с упорным сопротивлением противника, советские войска приостановили атаки.
В начале декабря снова было предпринято наступление на Будапешт силами центра и южного крыла 2-го Украинского фронта. В результате советские войска вышли к Дунаю севернее и северо-западнее Будапешта, отрезав 5 декабря будапештской группировке противника пути отступления на север.
Войска 3-го Украинского фронта (три советские и одна болгарская общевойсковые и одна воздушная армии — всего 31 стрелковая дивизия, 1 укреплённый район, бригада морской пехоты, 1 кавалерийский, 1 танковый и 2 механизированных корпуса) к этому времени форсировали Дунай при активном содействии кораблей Дунайской военной флотилии (см. Герьенский десант), вышли северо-восточнее озера Балатон и создали условия для совместных действий со 2-м Украинским фронтом.
Перебросив подкрепления, противник предпринял с 7 декабря сильные контрудары, которые войска 46-й армии успешно отразили. 57-я армия 3-го Украинского фронта, форсировав Дунай 7—9 ноября, в ходе Апатин-Капошварской операции к 9 декабря вышла в район к югу от озера Балатон. Со второй половины ноября на правом берегу Дуная начала боевые действия прибывшая в состав 3-го Украинского фронта 4-я гвардейская армия, войска которой соединились в районе озера Веленце с 46-й армией. Таким образом, будапештская группировка противника была охвачена советскими войсками с севера и юго-запада.
10—20 декабря войска обоих фронтов готовились к новому наступлению. Они должны были совместными ударами с северо-востока, востока и юго-запада завершить окружение, разгромить будапештскую группировку и овладеть, наконец, Будапештом. К началу наступления в составе войск 2-го Украинского фронта насчитывалось 39 стрелковых дивизий, 2 укреплённых района, 2 кавалерийских, 2 танковых, 2 механизированных корпуса и 13 румынских дивизий. Противостоящие советским войскам немецкие группы армий «Юг» и часть сил группы «Ф» насчитывали 51 немецкую и венгерскую дивизию и 2 бригады (в том числе 13 танковых и моторизованных дивизий и 1 бригаду).
12 декабря поступила директива о начале наступления 20 числа. Начав наступление, советские войска прорвали оборону противника севернее и юго-западнее Будапешта. 21 декабря в полосе действий 7-й гвардейской армии в районе Немце, Сакалоша, Шагов немецкие войска нанесли контрудар, но попали под удары во фланг и тыл и были отброшены с тяжёлыми потерями.
26 декабря советские войска соединились западнее Будапешта в районе города Эстергома, полностью окружив Будапештскую группировку противника, в котёл попало 188 тысяч человек, в том числе венгерские подразделения и части СС.
29 декабря советское командование направило окружённому гарнизону ультиматум о капитуляции. Письмо с ультиматумом должны были доставить парламентёры: капитан Илья Остапенко — в Буду, капитан Миклош Штайнмец — в Пешт. Когда автомобиль Штайнмеца с белым флагом приблизился к вражеским позициям, немецкие войска открыли огонь из пулемётов. Штайнмец и младший сержант Филимоненко погибли на месте. Группа Остапенко была обстреляна из миномётов при обратном переходе линии фронта, Остапенко погиб на месте, двое других членов группы остались в живых.
В Будапеште 1 января 1945 г. сосредоточились 13 танковых, 2 моторизованные дивизии и мотобригада. Такой плотности танковых войск у немцев никогда ещё не было на Восточном фронте. Мероприятия по обороне города проводились под руководством нового командующего группой армий «Юг» — генерала Отто Вёлера, назначенного вместо отстранённого Йоханнеса Фриснера.
После этого начались ожесточённые бои по ликвидации гарнизона, которые продолжались в течение января и первой половины февраля 1945 года.

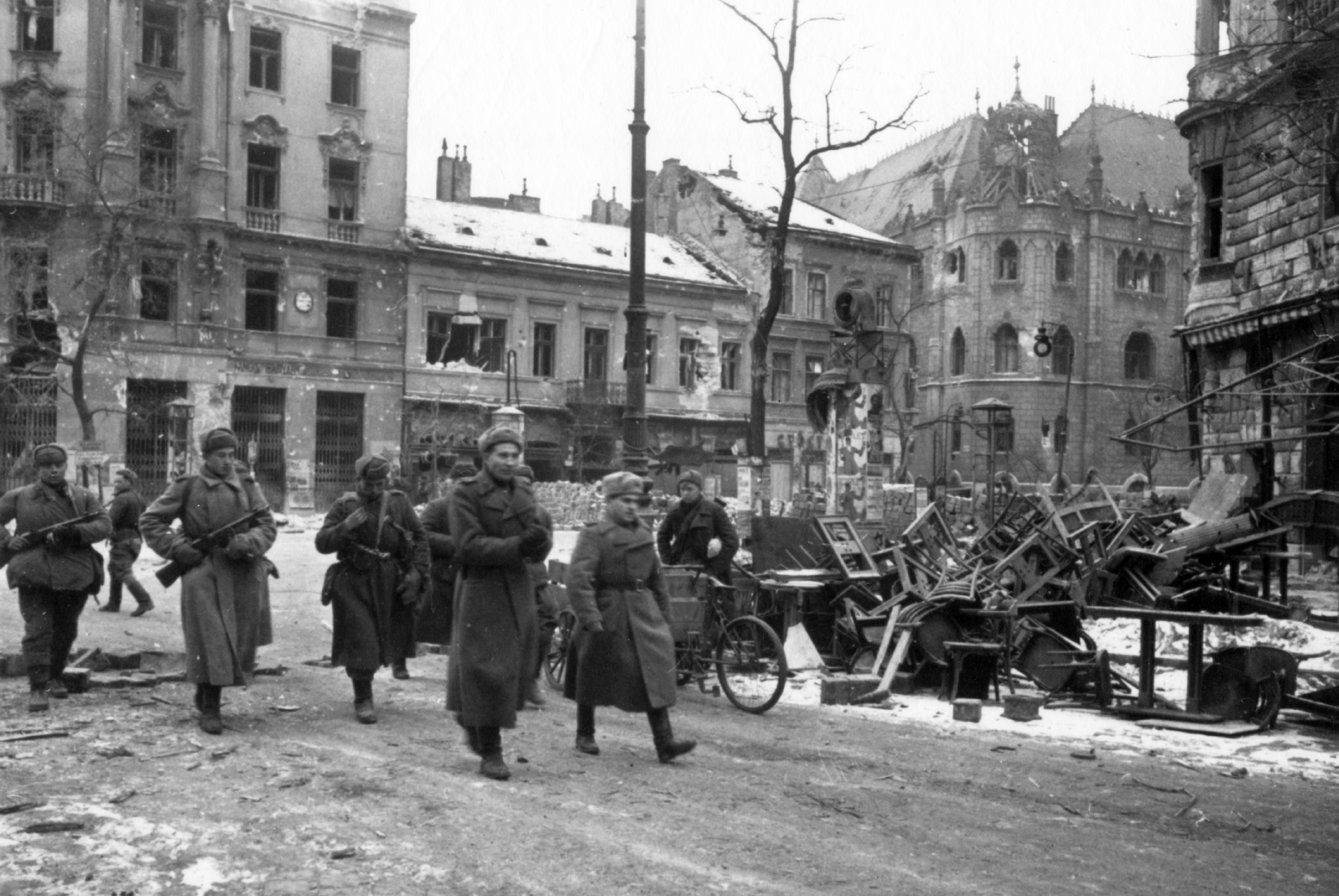
Советские солдаты на улицах Будапешта

В ходе операции в январе-феврале 1945 года войска 3-го Украинского фронта, усиленные частями и соединениями 2-го Украинского фронта, отразили 3 сильных контрудара немецких войск (Операция «Конрад»), пытавшихся деблокировать окружённую в Будапеште группировку. При организации контрударов немецкие войска на некоторых участках создавали плотность до 50—60 танков на один километр фронта. В этой обстановке командующим 3-м Украинским фронтом маршалом Толбухиным был использован опыт Сталинградской и Курской битвы — за короткий срок его войска создали глубокоэшелонированную оборону глубиной до 25—50 км, что позволило остановить контрнаступление. Большую роль сыграла организация эффективной разведки, своевременное вскрытие выдвижения и развёртывания группировок противника, позволявшие наносить упреждающие артиллерийские и авиационные удары и заблаговременно сосредоточивать основные усилия на угрожающих направлениях. Умело и своевременно осуществляя манёвр войсками и противотанковыми средствами, советские войска создавали на важнейших участках плотность до 160—170 орудий на один километр фронта. Так, 20 января, когда противник, вырвавшись танками на Дунай в районе Дунапентеле, на какой-то момент расчленил войска 3-го Украинского фронта, переброшенные на этот участок самоходно-артиллерийские полки встречными ударами с севера и юга ликвидировали опасность. На продвижение советских танков венгерская сторона отвечала неуправляемыми ракетами 44М. В целом за январь 1945 года в полосе 3-го Украинского фронта немецко-венгерским войскам удалось продвинуться до 30-40 километров и только в полосе одной из армий их максимальное продвижение оставило 60 километров, но задача деблокады Будапешта решена не была; к 6 февраля наступление окончательно выдохлось на всех направлениях.
В первой половине января 1945 года главные силы 2-го Украинского фронта начали наступление на Комарно, что позволило несколько снизить контрнаступательный порыв немецких войск.
Одновременно с 27 декабря 1944 по 13 февраля 1945 года продолжались городские бои за Будапешт, которые вела специально созданная Будапештская группа войск (3 стрелковых корпуса, 9 артиллерийских бригад из состава 2-го Украинского фронта (командующий — генерал-лейтенант Иван Афонин, затем, в связи с ранением Афонина, — генерал-лейтенант Иван Манагаров). Немецкими войсками, насчитывавшими в общей сложности 188 тысяч человек, командовал обергруппенфюрер СС Карл Пфеффер-Вильденбрух.
Бои отличались особым упорством. К 18 января советские войска захватили восточную часть города — Пешт. Наступление советских войск в Буде началось 20 января. Противник оказывал упорное сопротивление, но к 11 февраля его потери только пленными составили более 26 тысяч человек. В ночь на 12 февраля немецкие и венгерские войска предприняли последнюю попытку вырваться из окружённого города, сосредоточив на узком участке значительные силы. Свыше 12 тысяч человек прорвали фронт советских войск, однако затем почти вся прорвавшаяся группа была уничтожена войсками 3-го Украинского фронта. К немецким позициям пробились всего 785 человек.

Всё началось на рассвете. Огромные силы противника двинулись в бой. Где-то на стыке с 180-й дивизией прорвались и повернули на дорогу на Будакеси. Завязался бой с тылом полка Баскина, со штабом дивизии. Батальон связи преграждает путь. Бой идёт за Центральную телефонную станцию. В бою участвуют все, вплоть до телефонисток. Телефонистка Зоя Васильченко уничтожила из автомата до 15 фашистов. Батальон захватил пленных больше, чем имел личного состава. Фашисты были отброшены. Попытка прорваться по улице Будакеси тоже пресечена. Фашисты пытаются обойти улицу справа, прикрываясь оврагом, но и здесь их встречают огнём. Враг отходит.
Ещё [одна] попытка прорваться через сады, где размещёно оперативное отделение, но офицеры отделения во главе с капитаном Прозоровским и комендантский взвод буквально расстреливают атакующих. До двухсот трупов лежит вокруг особняка.
В бою участвуют все. Рота химической защиты, отбив атаку, контратакует. Немцы укрываются в подвалах домов. Их забрасывают гранатами. Из окна дома, где нахожусь я, видно, как среди деревьев то здесь, то там появляются группы немцев и как наши солдаты уничтожают их…
…Для осаждённого противника это бесцельный бой. Что хочет враг добиться этим сражением? Прорыв явно не удался. На участке химической роты из дома, в котором засели немцы, появляется плакат, написанный по-русски: «Согласны сдаться при условии, что капитуляцию будет принимать русский офицер в чине не ниже майора». Таким оказался майор Скрипкин — начальник химслужбы дивизии. В свою очередь он написал плакат: «Сдавайтесь. Расстреливать не будем. Иначе через пять минут начнём штурм дома. Русский майор». Немцы вывесили белую простыню. Скрипкин приказал выходить без оружия. Вышло 118 человек. Среди сдавшихся оказался командующий группировкой генерал-полковник Пфеффер и начальник штаба подполковник Линденау. Пфеффер в солдатской форме, как и все офицеры его штаба…
Приехал командир медсанбата Крутилёв и с гордостью вручил мне «боевое» донесение. Оказывается, что и медсанбат сегодня вёл бой, в результате которого 49 убитых немцев, 56 — взято в плен. В бою участвовали все, вплоть до раненых, способных вести огонь. Даже аптекарь, пожилая женщина, и та стреляла из пистолета.
— Ковтун-Станкевич А. И. Венгерские записки. // Военно-исторический журнал. — 2008. — № 12
Лишь к 13 февраля сражение завершилось ликвидацией группировки противника и освобождением Будапешта. Командующий обороной вместе со штабом был взят в плен.
В честь победы в Москве был дан салют двадцатью четырьмя артиллерийскими залпами из 324 орудий.

## Венгерские добровольцы на стороне советских войск
В обращении образованного в занятом советскими войсками Дебрецене Временного национального собрания Венгрии к венгерскому народу от 21 декабря 1944 г. говорилось: «Нельзя безучастно смотреть, как советская армия одна освобождает нашу родину от немецкого ига. Мы по-настоящему заслужим права на свободу, на независимость лишь тогда, когда и сами активно всеми силами примем участие в собственном освобождении: встанем на священную борьбу с немецкими угнетателями за освобождение нашей родины!» Временное национальное собрание особо обращалось к солдатам: «Гонведы! Для вас нет иного приказа, кроме приказа нации! Временное национальное собрание от имени венгерской нации приказывает: поверните оружие против немецких угнетателей, помогайте Красной Армии — нашей освободительнице, присоединяйтесь к освободительной борьбе народа, к создаваемым новым национальным вооружённым силам!» Созданное 22 декабря Временное национальное правительство во главе с генерал-полковником Бела Миклошем-Дальноки обязалось сформировать не менее восьми дивизий.
27 декабря 1944 года советским командованием было принято решение о создании железнодорожно-строительного отряда из венгерских военнослужащих. В дальнейшем, в середине января 1945 года на базе отряда началось формирование 1-й железнодорожно-строительной бригады, которое было завершено в феврале 1945 года. В составе бригады насчитывалось 4388 человек личного состава, командиром бригады являлся капитан Габор Дендеш. По существу это была рабочая часть по типу рабочих колонн и рабочих батальонов, формировавшихся в СССР из контингентов, по тем или иным причинам не призываемым в строевые части Красной армии. После войны железнодорожные бригады были переданы правительству Венгрии и вошли в состав инженерных войск венгерской армии.
В боях за Будапешт совместно с советскими войсками принимали участие 18 отдельных рот венгерских добровольцев, большинство из которых находилось в подчинении 83-й морской стрелковой бригады.
11 февраля 1945 года на сторону советских войск перешли 300 солдат и офицеров 6-го пехотного полка венгерской армии, в числе которых были командир полка — подполковник Оскар Варихази и несколько штабных офицеров. В дальнейшем из венгерских солдат, перешедших на сторону СССР в ходе боёв за Венгрию, был сформирован Будайский добровольческий полк, командиром которого стал О. Варихази, его заместителем — Арпат Панграц. К моменту окончания боёв за Будапешт полк насчитывал 2543 военнослужащих. В дальнейшем полк участвовал в боевых действиях против немецких войск в Венгрии. В боях за Буду полк потерял 600 человек. Общее число погибших венгерских военнослужащих на стороне СССР — 900 человек.
В целом в январе-апреле 1945 года на 2-м Украинском фронте были созданы и действовали две (1-я и 3-я) венгерские железнодорожные бригады, а в начале мая 1945 года в состав 3-го Украинского фронта прибыли две (1-я и 6-я) венгерские дивизии. В боевых действиях на фронте 1-я и 6-я венгерские дивизии принять участие не успели, однако отдельные подразделения 6-й венгерской дивизии принимали участие в разоружении остаточных групп противника в Австрийских Альпах.

## Результаты операции

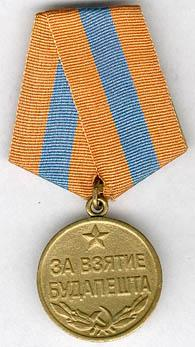
Медаль «За взятие Будапешта»

Войска 2-го и 3-го Украинских фронтов освободили центральные районы Венгрии и её столицу — Будапешт, окружена и уничтожена 188-тысячная группировка врага, выведена из войны Венгрия.
За 108 суток войска 2-го и 3-го Украинских фронтов разгромили 56 дивизий и бригад врага. Заставив Гитлера перебросить в Венгрию с центрального участка Восточного фронта 37 дивизий, битва за Будапешт облегчила продвижение советских войск на западном направлении (Висло-Одерская операция).
Успешное завершение Будапештской операции резко изменило всю стратегическую обстановку на южном крыле советско-германского фронта и позволило развить глубокий охват всего южного фланга немецких войск. Была создана угроза коммуникациям балканской группировки противника, который был вынужден ускорить отвод своих войск из Югославии. Войска 2-го и 3-го Украинских фронтов получили возможность развивать действия в Чехословакии и на венском направлении.
18 января 1945 года советские войска освободили около 70 тысяч евреев из центрального будапештского гетто. Двумя днями ранее советские солдаты освободили другое небольшое гетто, выпустив на свободу тысячи венгерских евреев. Будапештское гетто стало единственным еврейским гетто в Центральной Европе, обитателей которого удалось в большинстве своём спасти.

## Разрушения в городе и жертвы среди жителей Будапешта
В результате боёв многие здания в городе были разрушены, были разрушены и все пять мостов через Дунай. По данным историка Кристиана Унгвари, во время осады погибло 38 000 будапештцев, из них 13 000 было убито в ходе боёв и ещё 25 000 погибло от голода и болезней, а также в результате убийств евреев нилашистами (погибло около 15 000 будапештских евреев).

## Будапештская операция в культуре
Взятие Будапешта отражено в завершающих строках песни М. Блантера на стихи М. Исаковского «Враги сожгли родную хату»:
Хмелел солдат, слеза катилась,

Слеза несбывшихся надежд.

И на груди его светилась

Медаль за город Будапешт.
Взятию советскими войсками Будапешта был посвящён марш известного советского военного дирижёра и композитора Семена Александровича Чернецкого. Марш был написан в 1945 году и так и назывался «Будапешт» («Будапештский марш» на пластинке 1945 года
В 2014 году Банком России выпущена стальная монета номиналом 5 рублей в серии «70-летие Победы в Великой Отечественной войне 1941—1945 годов», посвящённая операции.

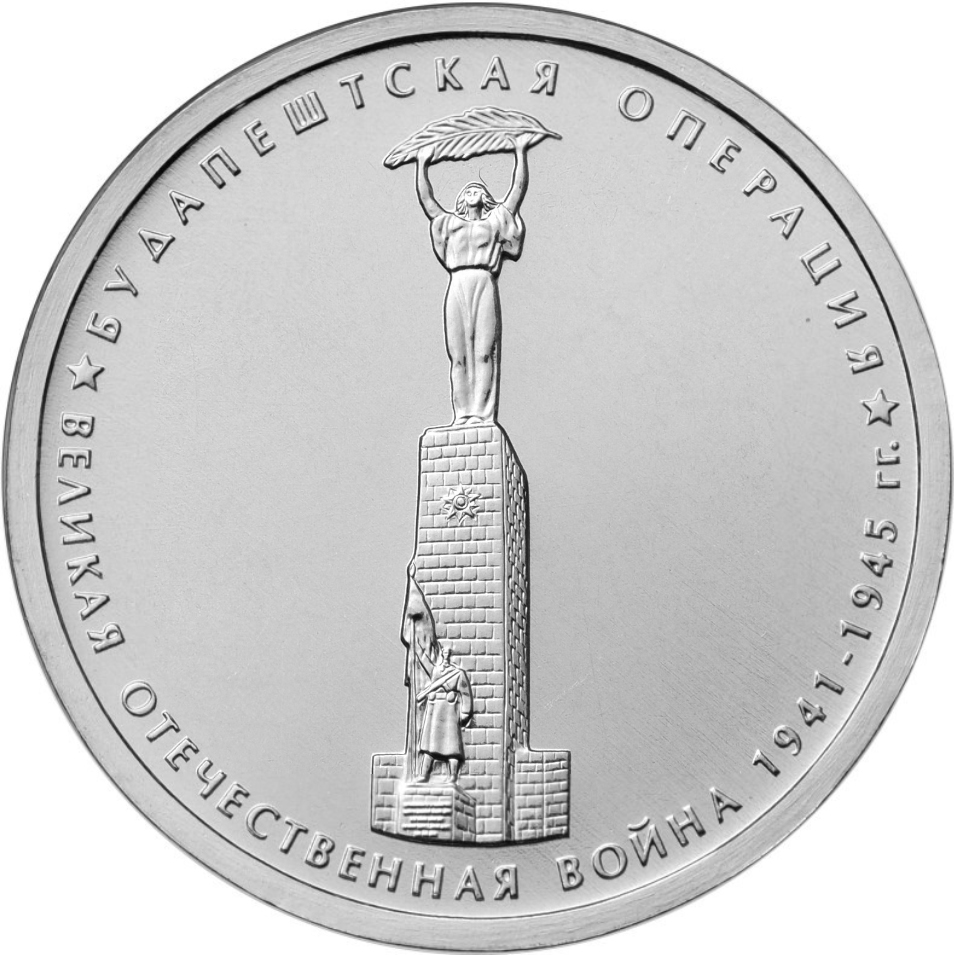
Будапештская операция. Монета Банка России — Серия: «70-летие Победы в Великой Отечественной войне 1941—1945 годов», сталь, 5 рублей, 2014 год

Битве за Будапешт посвящена одна из песен немецкой рок-группы Blutzeugen.
8 ноября 2024 года российский рок-исполнитель Олег Абрамов выпустил сингл "Фрау Чёрная Смерть", посвящённый одноимённой героине Будапештской осады.

## Герои Советского Союза
За проявленные мужество и героизм, проявленные в ходе операции, 255 человек были удостоены звания Герой Советского Союза.
- Аянян, Эдуард Меликович, руководимая им батарея уничтожила 36 пулемётных и 20 снайперских точек, 40 домов с огневыми точками, 12 автомашин с войсками и грузом, два бронетранспортёра с экипажем, подавлен огонь четырёх артиллерийских батарей, взято в плен 41 солдат и офицеров противника, захвачена 88-мм зенитная пушка. Презирая смерть, под несмолкающим пулемётным и артиллерийско-миномётным огнём, старший лейтенант Аянян выходил к орудиям и лично руководил их перемещением на новые места. В самые опасные моменты он сам отыскивал огневые точки противника и часто лично наводил орудия на цель, уничтожая её прямой наводкой с расстояния 300—400 метров[39].
- Корягин, Пётр Корнилович, старшина понтонной роты 44-го моторизованного понтонно-мостового батальона (2-я понтонно-мостовая бригада, 46-я армия, 2-й Украинский фронт) старший сержант Пётр Корягин 4 декабря 1944 года при форсировании реки Дунай 108-й стрелковой дивизией в районе населённого пункта Сигетуйфалу[40], расположенного в 20-и километрах южнее Будапешта, командуя расчётом понтона, высадил десант пехоты на пристань города Эрд и, воспользовавшись замешательством противника, повёл бойцов в атаку. В результате смелых и решительных действий отважного воина-понтонёра гитлеровцы были выбиты из траншей первой позиции, и советскими пехотинцами под командованием старшего сержанта Корягина П. К. был захвачен плацдарм на правом берегу Дуная[41].

## Получившие Орден славы III степени
- Ладанов Изосим Дмитриевич, гв. сержант командир расчёта 82 м/м-ба, 1 сб. 200 гв. сп. 68 гд 3-го Украинского фронта при наступлении с 04.11.1944 на подступах города Будапешт и в самом центре города тов. Ладанов, в упорных уличных боях, своим расчётом уничтожил пулемётную точку противника и до 35 солдат противника, тем самым содействовал наступающим подразделениям в овладении несколькими кварталами города[42].
- Шаповал(ов) Федор Дмитриевич, мл. сержант награжден Орденом Красной Звезды, за то что в боях при форсировании реки Тиса 7 ноября 1944 года выкатил свое орудие на прямую наводку вплотную к реке, прикрывая переправу стрелковым подразделениям, метким огнем подавил 2 пулеметные точки противника, чем обеспечил переправу нашим подразделениям и сорвал планы противника. Также 9 ноября 1944 года действуя совместно с пехотой ро расширению плацдарма орудие Шаповала своим метким огнем подавило 3 огневые пулеметные и минометные точки противника и отразило 2 контратаки противника.
- Волков Николай Федорович, гв. мл. сержант. В боях с немецкими захватчиками 11 января 1945 года, в районе деревни Товарош (Венгрия) младший сержант Волков — разведчик батареи 76 мм пушек, отражает атаку противника и из своего личного оружия — автомата уничтожил до 16 немцев и двух немецких солдат взял в плен, чем обеспечил отрыв отходящих подразделений от преследования противника. Достоин награждения орденом "Славы 3 степени. Командир 230-го гвардейского стрелкового ордена Кутузова полка, гвардии подполковник Батуркин. Наградить орденом «Славы 3 степени». Командир 80-й гвардейской стрелковой Уманской ордена Суворова дивизии, гвардии полковник Чижов.